# Jenseits des Lustprinzips
Jenseits des Lustprinzips ist eine Abhandlung von Sigmund Freud, die in den Jahren 1919 und 1920 entstand und 1920 veröffentlicht wurde. Ausgehend von einer Analyse des Wiederholungszwangs entwirft Freud eine Konzeption der Verdrängung und des Triebes. Die Abhandlung gilt als Wende in Freuds theoretischer Entwicklung.
Die Arbeit enthält drei theoretische Neuerungen:
- Die Beziehung zwischen dem psychischen System, das die Verdrängung ausübt, und dem Verdrängten wird neu gefasst. Als verdrängende Instanz gilt Freud jetzt nicht mehr, wie in seinen früheren Arbeiten, das Bewusstsein, sondern ein Ich, das in seinem Kern unbewusst ist.
- Die Triebe werden keineswegs nur vom Lustprinzip beherrscht, also dem Streben, Lust zu gewinnen und Unlust zu vermeiden, wie er früher annahm. Primär ist vielmehr für einen Trieb der Drang, einen früheren Zustand wiederherzustellen. Dieser Drang ist unabhängig vom Lustprinzip wirksam, nimmt also Unlust in Kauf, etwa in Form von Angst, und kann das Lustprinzip außer Kraft setzen.
- Es gibt zwei Triebgruppen, die Lebenstriebe und die  Todestriebe. Die Lebenstriebe erschienen, unter anderem Namen, bereits in früheren Schriften Freuds; ihre Energie ist die Libido, die in zwei Formen auftritt, als Narzissmus und als objektbezogene Liebe. Das Konzept der Todestriebe wird in dieser Schrift eingeführt; Freud bezeichnet damit die Tendenz zur Selbstzerstörung, und die davon abgeleitete Neigung zur Aggression und zur Destruktion. Die Lebenstriebe zielen auf die Herstellung immer größerer Einheiten, die Todestriebe auf Rückführung des Organismus in einen anorganischen Zustand.

## Inhalt

### Übersicht
In früheren Schriften hatte Freud die Ansicht vertreten, die seelischen Vorgänge würden durch das Lustprinzip und das Realitätsprinzip reguliert. Das Lustprinzip besteht im Streben nach Lust und im Vermeiden von Unlust, wobei die Lustempfindung, Freud zufolge, in einer Verringerung der Spannung besteht, beruhend auf der Abfuhr von Energie. Die Unlust hat ihren Grund in einer Steigerung der Spannung, in der Zunahme von Energie. Unter dem Einfluss der Selbsterhaltungstriebe des Ichs wird das Lustprinzip durch das Realitätsprinzip abgelöst. Dieses zielt, wie das Lustprinzip, auf Lustbefriedigung, sorgt jedoch dafür, dass hierbei unlustvolle Umwege in Kauf genommen werden – das Realitätsprinzip ist eine Modifikation des Lustprinzips. (Teil I)
Nun gibt es aber den Wiederholungszwang: bestimmte Unlusterfahrungen werden hartnäckig wiederholt. Dazu gehören die Unfallträume von Menschen, die an traumatischer Neurose erkrankt sind, sowie Kinderspiele, in denen Trennungserfahrungen re-inszeniert werden. Widersprechen sie dem Lustprinzip? Zumindest die Wiederholungsspiele der Kinder lassen sich durchaus im Rahmen des Lustprinzips deuten: als Befriedigung des Bemächtigungstriebs durch nachträgliche aktive Bewältigung eines passiv erfahrenen Erlebnisses oder als Befriedigung eines Racheimpulses. Das meiste, was der Wiederholungszwang in diesem Fall wiederbelebt, bringt zwar dem Ich Unlust, aber eine Unlust, die dem Lustprinzip nicht widerspricht: Unlust für das Ich und Lust für das Unbewusste. (Teil II)
In der psychoanalytischen Therapie jedoch kommt es zu Formen des Wiederholungszwangs, die keineswegs dem Lustprinzip unterstehen. Wesentliche schmerzhafte Kindheitserinnerungen, etwa die Erfahrung des Zurückgewiesenwerdens durch die Eltern, werden nicht erinnert, sondern wiederholt, und zwar in der Beziehung zum Arzt, in der Übertragung. Ein ähnliches Phänomen findet man bei nicht-neurotischen Personen, die unter einem „Schicksalszwang“ stehen, d. h. die gezwungen sind, immer wieder Beziehungen herzustellen, die auf gleiche Weise schmerzlich enden, etwa im Verratenwerden durch einen Freund. In der Therapie zielt die Wiederholung des Patienten darauf ab, die Behandlung abzubrechen. Damit steht sie im Dienste des Widerstands des Ichs gegen die Aufdeckung des Verdrängten. Die Motive dieses Widerstands sind unbewusst. Also ist das Ich in seinem Kern unbewusst. (Teil III)
Der Wiederholungszwang, der nicht dem Lustprinzip untersteht, hat zwei Quellen. Er beruht auf Erregungen, die von außen kommen, und auf solchen, die von innen stammen, vor allem von den Trieben. Um den Wiederholungszwang, der durch Einwirkung äußerer Reize entsteht, aufzuklären, bedient sich Freud eines Modells des „psychischen Apparats“, dessen Arbeitsweise er zunächst darlegt. Die im Apparat vorhandenen Erregungen entstehen durch Energien, die in zwei Formen existieren, als „freie“ und als „gebundene“ Energien:
- Im Unbewussten herrscht der „Primärvorgang“, das heißt, die hier vorhandenen Erregungen resultieren aus freier Energie, aus einer Energieform, die nach sofortiger Abfuhr drängt, was als Streben nach Spannungsverminderung empfunden wird.
- Im Vorbewussten (denjenigen Vorstellungen, die zwar aktuell nicht bewusst sind, die aber jederzeit bewusst gemacht werden können) und im Bewusstsein herrscht der „Sekundärvorgang“; die Erregungsabläufe beruhen hier auf einem anderen Typ von Energie, nämlich auf gebundener (oder ruhender) Energie. Diese drängt nicht danach, sofort abzufließen, sie kann vielmehr gespeichert werden und ihre Abfuhr – die vor allem durch die Motorik erfolgt – kann auf kontrollierte Weise stattfinden.

Zum Schutz gegen allzu große von außen kommende Erregungsmengen dient dem Apparat der Reizschutz, vor allem in Form der Angstbereitschaft. Eine traumatische Überflutung des Apparats durch eine übergroße Reizmenge kommt dann zustande, wenn das Individuum unvorbereitet ist und einen Schreck erleidet, d. h. wenn der Reizschutz ausfällt und keine Angstbereitschaft entwickelt wird. Der psychische Apparat steht dann vor der Aufgabe, die eingedrungene Erregungsmenge zu bewältigen: sie zu binden, in gebundene Energie zu überführen. Zu diesem Zweck wird das Lustprinzip vorübergehend außer Kraft gesetzt; Unlust, etwa in Form von Angst, wird akzeptiert. Damit lässt sich die Wiederholung von Unfallträumen erklären. In diesen Träumen wird versucht, die durch den Unfall eingedrungene Reizmenge zu bewältigen, und zwar dadurch, dass die Wiederholung nachträglich mit der damals fehlenden Angstbereitschaft verbunden wird. (Teil IV)
Der Wiederholungszwang beruht aber auch auf solchen Erregungen, die aus dem Inneren des psychischen Apparats stammen, von den Trieben. Um den intern verursachten Wiederholungszwang zu erklären, entwirft Freud eine neue Version seiner Triebtheorie. Die beiden Hauptthesen lauten: Alle Triebe streben nach Wiederholung. Und: Es gibt genau zwei große Triebgruppen: Lebenstriebe und Todestriebe.
- Wiederholungscharakter der Triebe – Ein Trieb ist ein dem belebten Organismus innewohnender Drang, einen früheren Zustand wiederherzustellen, ein ursprüngliches Befriedigungserlebnis zu wiederholen. Dieses Ziel kann aufgrund der Verdrängung niemals erreicht werden, es kann aber auch nicht aufgegeben werden. Triebe sind also konservativ, regressiv. Es gibt keinen Trieb zur Höherentwicklung; alle Höherentwicklung beruht auf äußerer Einwirkung.

„Der verdrängte Trieb gibt es nie auf, nach seiner vollen Befriedigung zu streben, die in der Wiederholung eines primären Befriedigungserlebnisses bestünde; alle Ersatz-, Reaktionsbildungen und Sublimierungen sind ungenügend, um seine anhaltende Spannung aufzuheben, und aus der Differenz zwischen der gefundenen und der geforderten Befriedigungslust ergibt sich das treibende Moment, welches bei keiner der hergestellten Situationen zu verharren gestattet, sondern nach des Dichters Worten 'ungebändigt immer vorwärts dringt' (Mephisto im Faust, I, Studierzimmer).“

- Zwei Triebgruppen – Freud unterscheidet zwei Arten von Trieben, Lebenstriebe (oder „Eros“, griechisch für: Liebe) und Todestriebe. Er nimmt an, dass diese beiden Triebarten in jedem lebendigen Organismus am Werk sind, beginnend beim Einzeller. Die Todestriebe streben danach, das Lebewesen in den anorganischen Zustand zurückzuführen. „Das Ziel alles Lebens ist der Tod.“ (S. 248) Zu dieser Triebgruppe gehören das Streben nach Selbstzerstörung und die daraus abgeleitete Neigung zur Aggression und zur Destruktion. Die Lebenstriebe zielen darauf ab, das Leben für längere Zeit zu erhalten und es zu immer größeren Einheiten zusammenzufassen. Zu ihnen gehören der Narzissmus und die hieraus hervorgehenden objektbezogenen Sexualtriebe.

Zwischen Lebenstrieben und Todestrieben gibt es einen Gegensatz, der, neben den von außen kommenden Störkräften, die Entwicklung der Lebewesen bestimmt. (Teil V)
Freud sieht keine Möglichkeit, seine Annahmen über die beiden Triebgruppen wissenschaftlich zu untermauern. Eine Bestätigung scheinen sie zu finden in August Weismanns Unterscheidung zwischen dem sterblichen Teil des Körpers, dem Soma, und den Keimzellen, die bei Verschmelzung unsterblich sind. Jedoch hält Weismann den Tod für eine späte Erfindung der Evolution, er sieht darin nicht, wie Freud, eine von Anfang an in allem Lebendigen wirksame Kraft. Kann Ewald Herings Theorie als Bestätigung dienen, wonach die Vorgänge in der lebendigen Substanz in zwei Richtungen gehen, eine aufbauende Richtung – assimilatorisch – und eine abbauende Richtung – dissimilatorisch? Freud lässt die Frage offen. Eine Stütze für seine Spekulation findet er allein bei den Philosophen: für die Todestriebe bei Schopenhauer und für die Lebenstriebe, den Eros, bei Platon. Die Behauptung vom regressiven Charakter der Triebe beruht allerdings, so erklärt er, auch auf beobachtbarem Material, nämlich auf den Tatsachen des Wiederholungszwangs. (Teil VI)
Freud schließt die Abhandlung mit Anmerkungen zur Beziehung zwischen den Trieben, dem Lustprinzip und dem Verhältnis von freier und gebundener Energie:
- Das Lustprinzip steht sowohl im Dienste der Todestriebe als auch der Lebenstriebe. Es zielt darauf ab, das Erregungsniveau konstant zu halten (Konstanzprinzip) oder vielleicht sogar auf Null zu bringen (Nirwanaprinzip); damit unterstützt es die Todestriebe, die Zurückführung zu einem anorganischen Zustand. Es wirkt jedoch zugleich in die entgegengesetzte Richtung: es wacht über Triebreize, die die Lebensaufgabe erschweren, und damit dient es den Lebenstrieben.
- Die im Unbewussten ablaufenden Vorgänge – hervorgerufen durch die freien Erregungsvorgänge des Primärprozesses – rufen weit intensivere Lust-/Unlust-Empfindungen hervor als die im Ich ablaufenden Denk- und Wahrnehmungsprozesse, die auf den gebundenen Erregungsvorgängen des Sekundärprozesses basieren.
- Am Anfang des Seelenlebens des Individuums gab es einzig den Primärprozess. In ihm herrschte das Lustprinzip, dies jedoch keineswegs uneingeschränkt, „es muss sich häufige Durchbrüche gefallen lassen“ (S. 271), Unterbrechungen durch den Wiederholungscharakter der Triebe. In späteren Zeiten, mit der Entwicklung des Ichs, ist die Herrschaft des Lustprinzips sehr viel stärker gesichert.

Freud entlässt den Leser mit der Erklärung, man müsse bereit bleiben, einen Weg wieder zu verlassen, wenn man den Eindruck gewonnen hat, dass er zu nichts Gutem führe. (Teil VII)

### Trieb-Terminologie
Die in Jenseits des Lustprinzips vorgestellte dualistische Triebkonzeption wird von Freud bis ans Lebensende beibehalten. Die Terminologie jedoch ist schwankend:
- In Jenseits des Lustprinzips von 1920 heißen die beiden Triebgruppen „Lebenstriebe“ (oder „Eros“) und „Todestriebe“.
- In Das Ich und das Es von 1923 spricht Freud von „Sexualtrieben“ (oder „Eros“) im Gegensatz zu den „Todestrieben“; der Ausdruck „Lebenstrieb“ wird in dieser Arbeit nicht verwandt. Der Terminus „Destruktionstrieb“ dient hier dazu, den unter dem Einfluss der Sexualtriebe gegen die Außenwelt gerichteten Todestrieb zu bezeichnen.
- In Das Unbehagen in der Kultur von 1930 werden die beiden Triebgruppen als „Eros“ (oder „Lebenstrieb“) und als „Todestrieb“ bezeichnet. „Destruktionstrieb“ wird hier als Synonym für den Todestrieb verwendet; „Aggressionstrieb“ ist hier die Bezeichnung für einen Abkömmling des Todestriebs, nämlich den nach außen gerichteten Todestrieb.
- In der Neuen Folge der Vorlesungen zur Einführung in die Psychoanalyse von 1933 stellt er die „Sexualtriebe“ (oder den „Eros“ oder die „erotischen Triebe“) den „Aggressionstrieben“ (oder dem „Todestrieb“) gegenüber; auch hier wird der Ausdruck „Lebenstrieb“ nicht verwendet.
- Im Abriss der Psychoanalyse von 1939/1940 spricht er vom „Eros“ (oder „Liebestrieb“) im Gegensatz zum „Destruktionstrieb“.

Immer verwendet er den Singular und den Plural nebeneinanderher, beispielsweise spricht er nicht nur von den „Todestrieben“, sondern auch vom „Todestrieb“. Auch mit dem Singular-Ausdruck ist immer eine Triebgruppe oder Triebart gemeint.

### Metapsychologie
An verschiedenen Stellen der Abhandlung entwickelt Freud ein Modell der Funktionsweise des Psychischen, des „psychischen Apparats“, wie er sagt. Freud nennt dieses Modell seine Metapsychologie. Sie verbindet drei Gesichtspunkte:
- Der psychische Apparat wird als ein Gebilde begriffen, das aus mehreren Systemen (oder Instanzen) besteht, dem Bewusstsein („System Bw“), dem Vorbewussten („System Vbw“) und dem Unbewussten („System Ubw“). Die Beziehungen zwischen diesen Systemen werden durch ein räumliches Modell dargestellt. Freud nennt dies den „topischen“, also räumlichen Gesichtspunkt.
- Im System gibt es Kräfte, die Triebe, zwischen denen konflikthafte Beziehungen bestehen. Dies ist der dynamische Gesichtspunkt, also die Beschreibung, die sich auf die Kräfte bezieht.
- Die Erregungsvorgänge im Apparat beruhen auf einer Energie, die sich quantifizieren lässt und die vermehrt und vermindert werden kann. Dieser Gesichtspunkt wird von Freud als „ökonomisch“ bezeichnet.

Bei der Darstellung des Modells knüpft er an seinen Entwurf einer Psychologie von 1895 an sowie an das Kapitel Zur Psychologie der Traumvorgänge aus seiner Traumdeutung von 1900. Das Modell wird von Freud ausdrücklich als Spekulation bezeichnet.
Freud stellt sich vor, dass der psychische Apparat durch die in ihm stattfindenden Erregungsabläufe bestimmt wird. Insgesamt hat der Apparat die Tendenz, die in ihm enthaltene Erregungsmenge möglichst gering zu halten oder wenigstens konstant zu halten, und in ebendieser Tendenz besteht das Lustprinzip. Die Tendenz in Richtung auf eine gleichbleibende Erregungsmenge wird von Freud als Konstanzprinzip bezeichnet. Die Strebung, die Erregungsmenge auf Null zurückzuführen, bezeichnet er mit einem Ausdruck der englischen Psychoanalytikerin Barbara Low als Nirwanaprinzip. Für das Konstanzprinzip beruft sich Freud auf Fechners Prinzip der Tendenz zur Stabilität. Das Nirwanaprinzip entspricht der Tendenz des Todestriebs, einen anorganischen Zustand wiederherzustellen.
Die Erregungen existieren im Apparat in zwei unterschiedlichen Energieformen, als „freie“ und als „gebundene“ Energie. Der Unterschied bezieht sich auf die Art der Energieabfuhr. Die freie Energie hat strömenden Charakter, sie drängt nach sofortigem Abfluss. Die ruhende bzw. gebundene Energie hingegen kann gespeichert werden, das Streben nach Abfuhr ist hier gering.
Veränderungen der freien Energie werden vom Ich als Lust oder Unlust wahrgenommen. Wenn die freie Energie sich verringert, wenn sie also so abfließen kann, wie es dem Konstanz- oder Nirwanaprinzip entspricht, wird dies vom Ich als Lust empfunden. Wenn die Quantität der freien Energie zunimmt, wenn ihre natürliche Abflusstendenz also gehemmt ist, wird dies als funktionswidrig erlebt und hierdurch entsteht im Ich das Unlustgefühl.
Nur ein geringer Teil der Unlust beruht auf dem Realitätsprinzip, also auf dem Akzeptieren von Unlust als Umweg zur Lust. Eine intensivere Quelle der Unlust ist die Spaltung des psychischen Apparats in das verdrängende Ich einerseits und die verdrängten Triebe andererseits. Gelingt es den verdrängten Trieben, auf gewissen Umwegen doch noch zu einer Befriedigung zu kommen, so wird dies vom Ich als Unlust empfunden. Das Lustprinzip ist in diesem Fall durchbrochen worden – allerdings durch das Lustprinzip, nämlich dadurch, dass es verdrängten Trieben gelungen ist, Lust zu gewinnen. „[S]icherlich ist alle neurotische Unlust von solcher Art, ist Lust, die nicht als solche empfunden werden kann“ (S. 220). Diese Art der Unlust kann also im Rahmen des Lustprinzips gedeutet werden.
Insgesamt stellt Freud sich den psychischen Apparat wie ein Bläschen vor, das aus verschiedenen Systemen zusammengesetzt ist. An der Außenseite liegen Bewusstsein und Wahrnehmung – das „System Bw“; darunter liegt das Vorbewusste („System Vbw“), bewusstseinsfähige, aber nicht aktuell bewusste Vorstellungen, und noch tiefer liegt das Unbewusste („System Ubw“). Das Bewusstsein unterscheidet sich von den anderen beiden Systemen des Apparats, dem Vorbewussten und dem Unbewussten, dadurch, dass Erregungen in ihm keine dauerhaften Veränderungen hinterlassen, keine Erinnerungsspuren. (Die Frage, wie sich das von Freud schon früher eingeführte „System Bw“ zum neu eingeführten Ich verhält, das wesentlich unbewusst ist, wird in dieser Arbeit nicht geklärt; Freud verwendet beide Beschreibungen nebeneinander.)
Das Bewusstseinssystem wird durch Reize in Erregung versetzt, die ihm aus zwei Quellen zuströmen, aus der Außenwelt und aus dem Inneren des Apparats. Die äußerste Oberfläche des Bläschens, noch über dem System Bw, besteht aus dem „Reizschutz“. Der psychische Apparat kann nur mit kleinen Erregungsmengen arbeiten, und der Reizschutz hat die Aufgabe, die Quantität der von außen kommenden Erregungen zu reduzieren. Eine der Formen des Reizschutzes ist die Angstbereitschaft. Sie sorgt im Falle einer Gefahr dafür, dass die den Reiz aufnehmenden Systeme mit gebundener Energie „überbesetzt“ werden; dieses Mehr an gebundener Energie ist in der Lage, die von außen kommenden Energien in ruhende Energie umzuwandeln, zu „binden“.
Von außen kommende Erregungen, die stark genug sind, den Reizschutz zu durchbrechen, werden von Freud als „traumatisch“ bezeichnet. Durch sie wird der gesamte seelische Apparat mit einer übergroßen Erregungsmenge überschwemmt. Um sie zu bewältigen, wird das Lustprinzip vorübergehend außer Kraft gesetzt und der Apparat konzentriert sich auf eine Aufgabe, die grundlegender ist als Lustgewinnung und Unlustvermeidung, auf die „Bindung“ der eingebrochenen Reizmengen.
Die traumatische Neurose beruht auf einem Durchbrechen des Reizschutzes; Ursache war das Fehlen von Angstbereitschaft. Die Unfallträume versuchen, die Reizbewältigung nachzuholen, und zwar dadurch, dass die Wiederholung jetzt mit Angstentwicklung verbunden wird, deren Fehlen ja zur traumatischen Neurose geführt hatte. Träume dieser Art dienen also nicht der Wunscherfüllung, wie alle übrigen Träume (nach der Hypothese der „Traumdeutung“); sie gehorchen vielmehr dem Wiederholungszwang, der ursprünglicher ist als das Lustprinzip.
Hauptquelle für die von innen stammenden Erregungen sind die Triebe. Die von ihnen ausgehenden Erregungen gehören zum Typ der frei beweglichen, nach sofortiger Abfuhr drängenden Energie.
Diese Erregungen werden vom Bewusstsein als Lust und Unlust empfunden.
In Richtung auf die von innen kommenden Trieberregungen verfügt der Apparat über keinerlei Reizschutz. Dieser Mangel führt zu Störungen, die denen der extern verursachten traumatischen Neurosen gleichzustellen sind. Der Apparat behilft sich, indem er von innen kommende starke Erregungen so behandelt, als ob sie von außen kämen; dies macht es möglich, den Reizschutz gegen sie einzusetzen. Diese Art der Abwehr ist die Projektion, ein Mechanismus, der bei der Entstehung pathologischer Prozesse eine beträchtliche Rolle spielt.

## Einordnung
Die in Jenseits des Lustprinzips entwickelte Konzeption wird von Freud in Das Ich und das Es von 1923 weiterentwickelt. Er entwirft hier ein neues topisches, also räumliches Modell über die Funktionsweise des psychischen Apparats. Das Modell kombiniert die Auffassung vom Ich als einer teilweise unbewussten verdrängenden Instanz aus Jenseits des Lustprinzips mit der älteren Auffassung vom psychischen Apparat als Verbindung der drei Systeme Wahrnehmung-Bewusstsein, Vorbewusstes und Unbewusstes.
- Das System Wahrnehmung-Bewusstsein ist demnach der Kern des Ichs; in Jenseits des Lustprinzips hingegen hieß es, der Kern des Ichs sei unbewusst.
- Das Vorbewusste wird in Das Ich und das Es als Teil des Ichs dargestellt, mit einer unscharfen Grenze zum Es.
- Aus dem Ich differenziert sich eine weitgehend unbewusste Instanz aus, das Über-Ich. In einer späteren Arbeit, Der Humor von 1927, wird das Über-Ich als Kern des Ichs bezeichnet.

Auch die in Jenseits des Lustprinzips vorgestellte Hypothese über den Gegensatz von Lebens- und Todestrieben wird in Das Ich und das Es weiter ausgearbeitet; später bildet sie eine Grundlage von Freuds Abhandlung Das Unbehagen in der Kultur (1930).
Laut Fritz Wittels, dem ersten Biographen Freuds, sei die Schrift durch den Tod seiner Tochter Sophie Halberstadt mitveranlasst worden, die 1920 starb und nur 27 Jahre alt wurde; eine Aussage, mit der Freud selbst nicht einverstanden war, sowie auch vor dem Hintergrund der grausamen Erfahrungen des Ersten Weltkriegs zu sehen. Die Urfassung der Schrift stammt aber nach neueren Erkenntnissen bereits aus dem Frühjahr 1919, so dass der Tod der Tochter keine Rolle gespielt haben kann.
Mit Blick auf die biologische Spekulation in Jenseits des Lustprinzips ist ferner auf die Rolle einer von Freud und Sándor Ferenczi anvisierten aber nie vollendeten "Bioanalyse" verwiesen worden, der zufolge psychoanalytische Begriffe und Methoden konsequent auf die Naturwissenschaften zu übertragen seien.

## Ausgaben
Sigmund Freud: Jenseits des Lustprinzips.
- Internationaler Psychoanalytischer Verlag, Leipzig, Wien und Zürich 1920 (Erstdruck), 2. überarbeitete Auflage 1921, 3. überarb. Auflage 1923
- In: Ders.: Gesammelte Werke. Chronologisch geordnet. Bd. 13. Hg. v. Marie Bonaparte unter Mitarbeit von Anna Freud. Imago, London 1940, S. 1–69
- In: Ders.: Studienausgabe, Bd. 3: Psychologie des Unbewußten. Hg. v. Alexander Mitscherlich, Angela Richards, James Strachey. Fischer, Frankfurt a. M. 2000, ISBN 3108227033, S. 213–272 (mit editorischer Vorbemerkung, Anmerkungen zur Entwicklung von Freuds Begrifflichkeit und Nachweis der Veränderungen in den verschiedenen Auflagen)